# Little Fighter 2

Hình chụp màn hình Little Fighter 2

Little Fighter 2 (LF2) là một trò chơi đấu võ miễn phí nổi tiếng trên máy tính, LF2 được rất nhiều người biết đến và có nhiều diễn đàn trên thế giới quan tâm đến.
LF2 được tạo nên bởi Marti Wong và Starsky Wong năm 1999 và nhiều bản cập nhật theo từng seri đã được tung ra sau đó. Trò chơi đã nhận được rất nhiều lời khen dành cho cách chơi đơn giản, tự do của trò chơi và có thể chơi lại nhiều lần nhưng không hề nhàm chán.
Trò chơi hỗ trợ tối đa 4 người chơi cùng trên một máy và 8 người chơi mạng với nhau. Người chơi có thể dùng Bàn phím hoặc Gamepad. Các phím có thể thay đổi để phù hợp với người chơi.

## Cách chơi
LF2 là một trò chơi thuộc thể loại "chạy nhảy và đánh". Các nhân vật có thể di chuyển bằng bốn phím mũi tên. Các nút phòng thủ, nhảy, tấn công được sử dụng để các nhân vật thực hiện những chiêu thức riêng của mình. Khi bị trúng đòn, bạn sẽ bị mất máu, được hiển thị ở thanh HP (health point) bên trên màn hình. Mỗi nhân vật sẽ có những chiêu thức đặc biệt (special move) của riêng mình, và bạn có thể sử dụng chúng bằng cách phối hợp những phím trên Keyboard. Một vài chiêu thức khi sử dụng sẽ mất mana, được hiển thị ở thanh MP (magic point) bên trên màn hình.
Các đồ vật thỉnh thoảng sẽ rơi từ bên trên xuống để giúp đỡ cho người chơi. Bạn có thể uống những chai bia hay sữa để hồi phục mana hay máu (sữa thì khôi phục phần lớn là máu và một ít mana còn bia chỉ khôi phục mana). Cũng có một tá vũ khí mà bạn có thể dùng để đánh nhau như những trái bóng, dao găm, lưỡi hái, gậy, hộp gỗ và những hòn đá lớn. Những vũ khí này làm đối thủ bị thương khi đánh nhau và cuối cùng chúng sẽ bị vỡ.Các chiêu thức khác nhau của little Fighter: david: bắn ra các quả cầu năng lượng: phòng thủ + đánh + sang ngang. đấm liên hoàn: Phòng thủ + đánh + xuống dưới. đấm đối thủ bay lên không trung: phòng thủ + đánh + lên trên. wooddy: bắn ra các dòng năng lượng: phòng thủ + đánh + sang ngang. đến bên đối thủ hoặc đến bên đội mình: phòng thủ + đánh + lên trên, xuống dưới. lộn lên và hất đối thủ lên không trung: phòng thủ + đánh + lên trên. lộn lên rồi đá 3 cú đá vào đối thủ: phòng thủ + đánh + xuống dưới. dennis: phóng ra quả cầu năng lượng: phòng thủ + đánh + sang ngang.phóng ra quả cầu năng lượng đuổi theo kẻ thù: phòng thủ + đánh + lên trên. đá lên hoàn 5 cú đá một chỗ và tất cả đối thủ ở trước đều bị hạ gục: phòng thủ + đánh + xuống dưới. quay chân: Phòng thủ + nhảy + sang ngang. Ngoài ra còn có các tuyệt chiêu: phòng thủ + nhảy + đánh. dùng khi các nhân vật muốn biến đổi cơ thể để biến thành người khác

## Chế độ game
1. VS Mode, cho phép người chơi và máy có thể đánh lẫn nhau tùy theo sự chọn lựa của người chơi.
2. Stage Mode, giống như rất nhiều game đấu võ kinh điển khác, người chơi sẽ cùng bạn bè mình chiến đấu để vượt qua 5 màn của trò chơi là Lion forest, Stanley prison, The great wall, Queen's island và Forbidden tower. Ở mỗi màn, một vài nhân vật đặc biệt sẽ xuất hiện bao gồm những nhân vật có thể chọn lựa kèm theo vài nhân vật ẩn khác. Những đối thủ xuất hiện bất ngờ sẽ gây cho bạn bất ngờ và ấn tượng về sức mạnh của chúng và sẽ trở thành thử thách thực sự cho bạn nếu muốn hoàn tất game.
3. Championship Mode, tạo ra một giải đấu loại trực tiếp để tìm ra người chiến thắng.
4. Battle Mode, cho phép bạn tạo ra một trận đấu giữa 2 đội trong đó bạn là chỉ huy của một bên.
5. Demo mode, hiển thị ngẫu nhiên một trận đấu giữa máy với máy và không có bất kỳ một sự điều khiển nhân vật nào từ phía người chơi

## Độ khó
Mặc định người chơi có thể tùy chọn được 3 độ khó là: Easy, Normal, Difficulty. Ngoài ra có chế độ "Crazy", chỉ được chọn khi người chơi gõ Cheat vào Màn hình game. Để có được Cheat game bạn phải hoàn tất chế độ Stage Mode của game

## Multiplay
Đặc biệt LF2 cũng là một small online game nên bạn có thể đấu với bất kỳ ai qua hệ thống mạng Lan hoặc qua Internet (yêu cầu bạn mở cổng 12345 của Modem) với Public IP. Đây là điều mà chỉ một số ít minigame có được. Chính điều này đã làm cho LF2 trở nên hấp dẫn.

## Nhân vật

### Nhân vật lựa chọn được
Đây là những nhân vật mà người chơi có thể lựa chọn
1. Deep, Kiếm sĩ. Sử dụng thanh kiếm của mình để ra đòn, các chiêu thức của anh rất mạnh mẽ. Có lợi thế khi đánh giáp lá cà.
  - Energy Blast:Dùng kiếm chém ra những luồng năng lượng chỉ dùng để tấn công trong cự ly gần.
  - Strike: Đẩy lùi tất cả kẻ địch ở gần chỉ trong một nhát chém
  - Leap Attack: Đánh gục kẻ thù xuống dưới đất khi đang ở trên không
  - Dashing Strafe: Đòn này có thể đánh văng bất cứ ai Deep gặp trên đường đi
2. John, Pháp sư. Sử dụng cây gậy phép của mình để chiến đấu. Có khả năng chữa thương.
  - Energy Blast: Bắn ra một quả cầu màu tía có thể tấn công ở tầm xa
  - Energy Disk: Tạo ra một chiếc đĩa có thể điều khiển hạ gục mọi đối thủ trên đường đi của nó
  - Energy Shield: Tạo ra một chiếc khiên phản lại hầu hết các cầu năng lượng của đối phương (trừ Soul Bomb của Julian)
  - Heal: hồi máu cho mình và bạn bè
3. Henrry, Cung thủ. Các đòn đánh chủ yếu là bắn tên, số lượng tên là không giới hạn.
  - Dragon Palm: Tạo ra một làn sóng mạnh đánh ngã mọi kẻ thù
  - Multiple Shots: Bắn ra 5 mũi tên trong một lần, mở rộng phạm vi tấn công
  - Critical Shot: Bắn ra một mũi tên có thể xuyên qua mọi kẻ thù trên đường đi
  - Sonata of the Death: Thổi sáo làm đối thủ lơ lửng trên không và mất máu từ từ
4. Rudolf, Ninja. Sử dụng phi tiêu và kiếm rất nhanh. Thích hợp với việc chiến đấu trong cự ly gần hay trung bình.
  - Leap Attack: Sử dụng kiếm chém rất nhanh vào đối thủ
  - Multiple Ninja Star: Ném 5 phi tiêu trong một lần
  - Transform: Rudolf có thể biến hình thành người mà anh ta đang nắm lấy
  - Hide: tàng hình trong vòng 6 giây
  - Double: phân thân thành 3 người
5. Louis, Hiệp sĩ. Do có mặc áo giáp nên bạn phải đánh anh ta liên tục mới có thể làm anh ta bị thương. Khi còn ít hơn 1/3 máu Louis có thể phá giáp để biến đổi thành LouisEx.
  - Thunder Punch: chạy hay nhảy rồi cuối cùng kết thúc bằng một cú đấm hạ gục đối thủ
  - Thunder Kick: Tung ra 6 cú đá liên tiếp trên không, đạp ngã mọi chướng ngại trên đường đi
  - Whirlwind Throw: nắm lấy địch thủ và ném hắn đi bất cứ đâu
  - Phoenix Palm: Tương tự như Dragon Palm của Henry nhưng có thể đánh về hai phía
6. Firen, Pháp sư Lửa. Sử dụng Lửa làm vũ khí.
  - Fire Ball: Sử dụng Mana tạo thành quả cầu Lửa để đốt cháy kẻ thù
  - Blaze: Chạy xung quanh tạo ra một vệt Lửa dài, đốt cháy bất kỳ ai lại gần
  - Inferno: thổi ra một ngọn Lửa có thể đốt cháy mọi thứ trên đường đi
  - Explosion: Tạo ra một vụ nổ thổi bay mọi đối thủ ở gần
7. Frezze, Pháp sư Băng. Sử dụng Băng để chiến đấu, ngoài ra có thể tấn công đối phương bằng kiếm Băng.
  - Ice Blast: đóng Băng đối phương bằng quả cầu Băng, có thể phản lại Energy Blast
  - Summon Sword: tạo ra thanh kiếm có thể đóng Băng đối thủ
  - Icicle: tạo ra 3 cột Băng có thể đóng Băng địch thủ nằm trong vùng lân cận
  - Whirlwind: Tạo ra cơn gió lốc cực mạnh gây đóng Băng và quăng đối phương ra xa
8. Dennis, Võ sĩ. Lối đánh của anh ta dường như chỉ tập trung vào đòn chân.
  - Energy Blast: Bắn ra các quả cầu năng lượng
  - Strafe: Tung ra các cú đá liên tiếp rất nhanh
  - Whirlwind Kick: Các cú đá liên tiếp trên không có thể quét sạch mọi đối thủ trên đường
  - Chasing Blast: bắn ra quả cầu năng lượng lớn, có thể đuổi theo đối phương
9. Woody, Võ sĩ. Là người có độ tuổi cao nhất trong 10 người, mặc dù các đòn đánh không mạnh mẽ lắm nhưng rất nhanh nhẹn và linh hoạt.
  - Flip Kick: chiêu này có thể hất tung những đối thủ gần Woody lên
  - Turning Kick: Với tư thế trồng cây chuối này Woody có thể đốn ngã đối thủ chỉ bằng chân
  - Teleport: đưa Woody ngay lập tức đến bên đồng đội hay kẻ thù
  - Energy Blast: Cũng giống như của Dennis nhưng phân làm hai
  - Tiger Dash: Cú đá bằng đầu gối này sẽ đưa đối thủ văng ra đằng xa
10. Davis, Võ sĩ. Sử dụng nắm đấm rất thành thạo, trái ngược với Dennis.
  - Leap Attack: cho đối phương đo đường bằng một cú chặt ở trên không
  - Energy Blast: giống như Dennis nhưng tốc độ nhanh hơn rất nhiều
  - Strafe: Tung các cú đấm liên tiếp có tể hạ gục một tá kẻ thù
  - Dragon Punch: Cú đấm móc hất tung đối thủ lên trên không

### Nhân vật bí mật
Những nhân vật là những nhân vật được tạo thành từ những nhân vật ban đầu, và đều xuất hiện trong chế độ Stage Mode. Người chơi có thể unlock những nhân vật này bằng cách gõ Cheat vào màn hình game.
1. LouisEX, biến thể của Louis khi không mặc Áo giáp, với một chiếc Thương và nhanh nhẹn hơn trước nhiều. Chính điều này làm LouisEx trở nên vô cùng đáng sợ khi đánh giáp khá mạnh
  - Thunder Punch: giống như Louis nhưng mạnh hơn
  - Phoenix Dance: một đòn phòng thủ hiệu quả và có thể quét sạch những đối thủ ở bên
  - Phoenix Palm: tương tự như của Henry nhưng có thể ra đòn liên tiếp
2. Firzen, Hợp thể của Firen và Freeze. Khi Freeze và Firen có ít hơn 1/4 máu,Freeze và Firen chạy đâm vào nhau sẽ hợp thể thành Firzen. Anh ta có một năng lực rất mạnh sử dụng cả phép Lửa và Băng.
  - Firzen Cannon: Bắn ra luồng năng lượng cực mạnh có thể thổi bay mọi thứ trên đường đi
  - Overwhelming Disaster: Tạo ra những quả cầu Băng và Lửa chôn vùi kẻ thù
  - Arctic Volcano: Một vụ nổ lớn tạo ra Lửa và Băng, kèm theo các cột Băng xung quanh
3. Bat, undead. Anh ta chỉ có vài chiêu thức nhưng đánh gần rất giỏi.
  - Speed Punch: một cú đấm nhanh hạ gục kẻ địch ở gần
  - Eye Laser: Bắn ra một luồng laze cực mạnh
  - Summon Bats: Gọi dơi tấn công kẻ thù
4. Julian,Boss cuối undead beast. Julian có một bộ giáp rất chắc chắn nên để làm Julian bị thương là điều không dễ dàng. Julian chắc chắn là nhân vật mạnh nhất trong game.
  - Uppercut: Giống như Davis' Dragon Punch nhưng không tốn Mana
  - Soul Punch: Tương tự LouisEX's Thunder Punch nhưng không tốn Mana
  - Skull Blast: Bắn ra các quả cầu hình đầu lâu cực kì nhanh
  - Mirror Image: Tạo ra ảo ảnh của Julian làm đối phương nhầm lẫn
  - Big Bang: Đẩy lui kẻ thù bằng một vụ nổ lớn
  - Soul Bomb: Bắn ra một quả cầu lớn rất mạnh có thể đánh bật mọi đối thủ, nổ khi va chạm quá nhiều địch thủ

### Nhân vật thứ yếu
Đây là những nhân vật yếu, có thể lựa chọn trong chế độ Battle Mode. Người chơi có thể unlock các nhân vật này bằng Cheat.
1. Bandit, là nhân vật yếu nhất trong game. Bandit không có đòn gì đặc biệt.
2. Hunter, giống như Bandit nhưng được trang bị cung tên.
3. Mark, không có đòn nào mạnh nhưng rất khỏe có lợi khi đánh giáp lá cà.
4. Jack, có thể sử dụng energy blast ở cấp thấp.
5. Monk, rất chậm và có đòn đặc biệt duy nhất là Tiger Palm (giống Henry's Dragon Palm)
6. Knight, cũng có áo giáp nhưng không có kĩ năng.
7. Sorcerer, sử dụng fire ball và ice ball giống firen và freeze, có khả năng chữa thương như John.
8. Justin, dạng nhỏ hơn của Julian
9. Jan, nữ Pháp sư, có khả năng tấn công đối phương và hồi máu cho tất cả đồng đội bằng việc bắn lên trời những quả cầu năng lượng.

### Nhân vật khác
1. Template:Là nhân vật mẫu để người chơi có thể chỉnh sửa theo ý thích. Giống như bandit, Template không có đòn gì đặc biệt.

## Sự sửa đổi game
Little Fighter 2, theo mặc định game cung cấp người chơi nhân vật template (nhân vật mẫu) và những bản đồ mẫu để tạo nên những màn chơi trong stage mode hay những nhân vật theo ý thích. Những khuôn mẫu chỉ cung cấp những thiết lập cơ bản về hình ảnh. Tuy nhiên, nhờ có sự gia đời của một phần mềm Non-official - phần mềm "Data changer", chúng ta có thể chỉnh sửa thành những đòn thế đa dạng hơn và mức độ của chúng cũng có thể trở nên mạnh mẽ hơn.
Đã có rất nhiều những phiên bản được chỉnh sửa từ Little Fighter 2 đã ra đời bởi rất nhiều người, trong đó nổi bật là phiên bản Combined Effort Little fighter 2 và Little fighter 2 v2.5. Ở Việt Nam có phiên bản Little fighter Vietnam 2.0 - một phiên bản do NKC việt hóa.
Sự chỉnh sửa này hoàn toàn được tác giả cho phép.